# Montgreleix
Montgreleix (Montgralés en occitan) est une commune française, située dans le département du Cantal en région Auvergne-Rhône-Alpes.

## Géographie
Montgreleix, située sur le territoire du Cézallier, est le plus haut chef lieu de commune du département du Cantal, culminant à 1 250 mètres d’altitude.
Cette situation lui permet d’offrir aux visiteurs un large panorama sur les monts du Sancy et du Cantal. Vue superbe sur le mont Chamaroux.

### Communes limitrophes
|             | Espinchal (Puy-de-Dôme) | La Godivelle (Puy-de-Dôme)            |
| Chanterelle | Montgreleix             | Saint-Alyre-ès-Montagne (Puy-de-Dôme) |
| Condat      | Marcenat                | Anzat-le-Luguet (Puy-de-Dôme)         |

Situation de Montgreleix
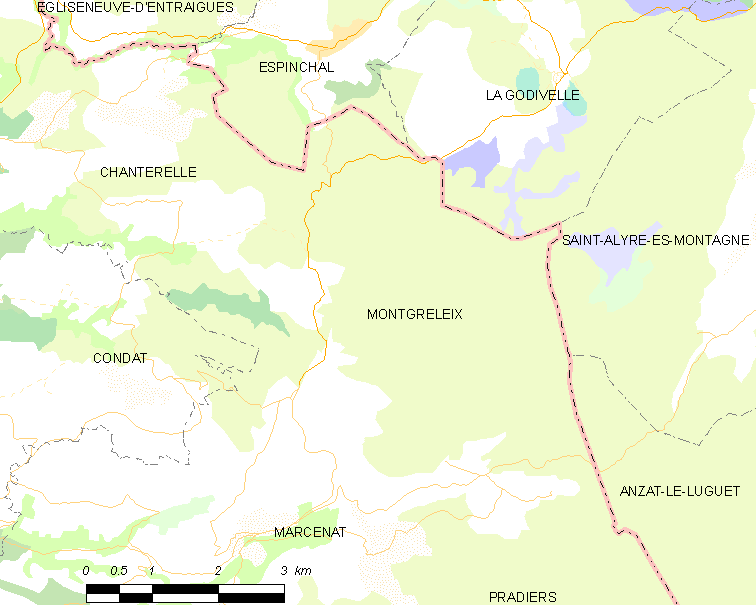
Carte de la commune

### Climat
Pour des articles plus généraux, voir Climat d'Auvergne-Rhône-Alpes et Climat du Cantal.
En 2010, le climat de la commune est de type climat de montagne, selon une étude du CNRS s'appuyant sur une série de données couvrant la période 1971-2000. En 2020, Météo-France publie une typologie des climats de la France métropolitaine dans laquelle la commune est exposée à un climat de montagne ou de marges de montagne et est dans une zone de transition entre les régions climatiques « Ouest et nord-ouest du Massif Central » et « Nord-est du Massif Central ».
Pour la période 1971-2000, la température annuelle moyenne est de 6,9 °C, avec une amplitude thermique annuelle de 14,8 °C. Le cumul annuel moyen de précipitations est de 1 374 mm, avec 12,5 jours de précipitations en janvier et 9 jours en juillet. Pour la période 1991-2020, la température moyenne annuelle observée sur la station météorologique de Météo-France la plus proche, sur la commune de Marcenat à 5 km à vol d'oiseau, est de 7,7 °C et le cumul annuel moyen de précipitations est de 1 174,5 mm,. Pour l'avenir, les paramètres climatiques de la commune estimés pour 2050 selon différents scénarios d'émission de gaz à effet de serre sont consultables sur un site dédié publié par Météo-France en novembre 2022.

## Urbanisme

### Typologie
Au 1er janvier 2024, Montgreleix est catégorisée commune rurale à habitat très dispersé, selon la nouvelle grille communale de densité à 7 niveaux définie par l'Insee en 2022.
Elle est située hors unité urbaine et hors attraction des villes,.

### Occupation des sols
L'occupation des sols de la commune, telle qu'elle ressort de la base de données européenne d’occupation biophysique des sols Corine Land Cover (CLC), est marquée par l'importance des forêts et milieux semi-naturels (78 % en 2018), une proportion sensiblement équivalente à celle de 1990 (78,5 %). La répartition détaillée en 2018 est la suivante : 
milieux à végétation arbustive et/ou herbacée (77,8 %), prairies (21,9 %), forêts (0,3 %), zones humides intérieures (0,1 %). L'évolution de l’occupation des sols de la commune et de ses infrastructures peut être observée sur les différentes représentations cartographiques du territoire : la carte de Cassini (XVIIIe siècle), la carte d'état-major (1820-1866) et les cartes ou photos aériennes de l'IGN pour la période actuelle (1950 à aujourd'hui).

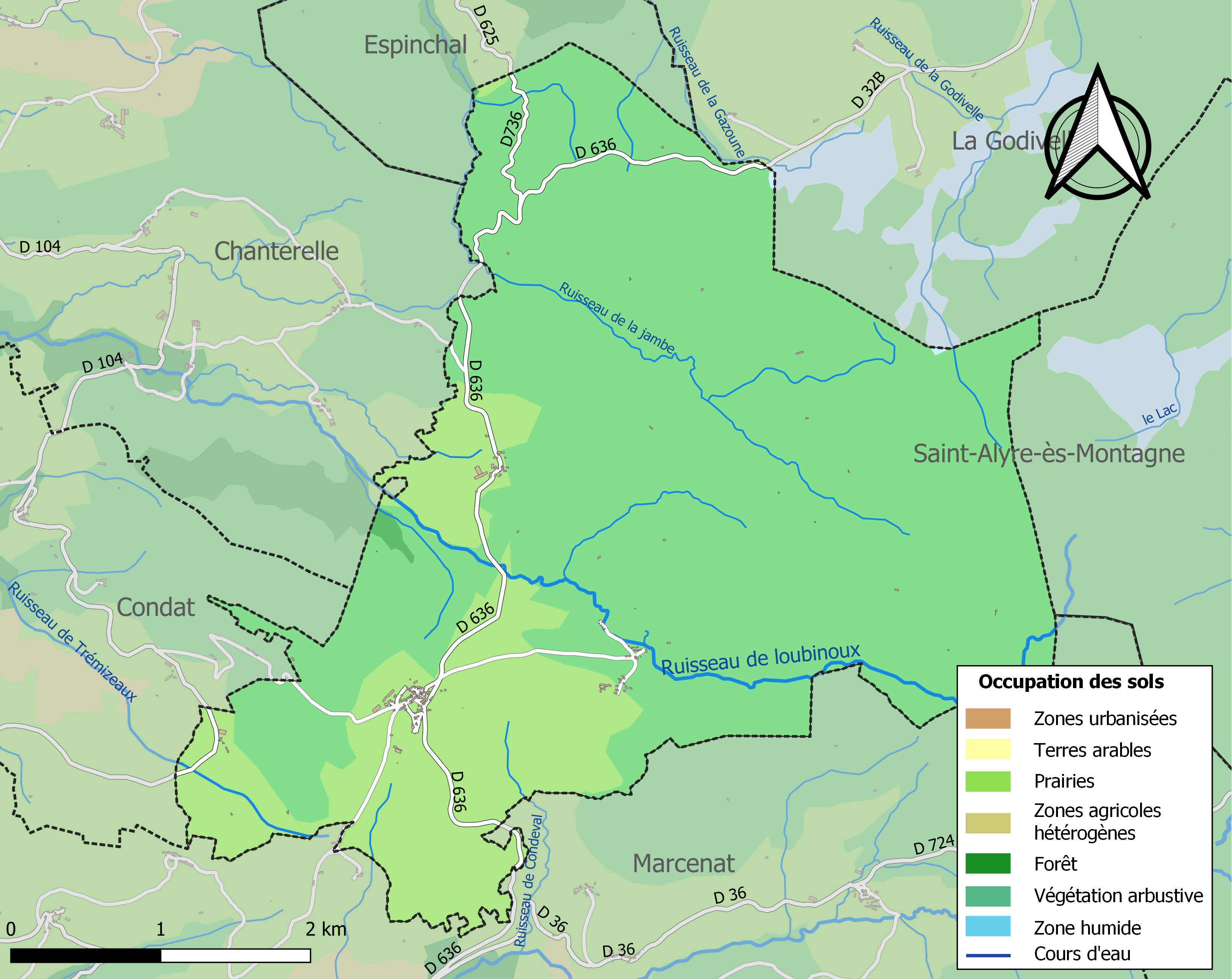
Carte des infrastructures et de l'occupation des sols de la commune en 2018 (CLC).

### Habitat et logement
En 2018, le nombre total de logements dans la commune était de 93, alors qu'il était de 87 en 2013 et de 70 en 2008.
Parmi ces logements, 25,4 % étaient des résidences principales, 63,8 % des résidences secondaires et 10,8 % des logements vacants. Ces logements étaient pour 95,7 % d'entre eux des maisons individuelles et pour 4,3 % des appartements.
Le tableau ci-dessous présente la typologie des logements à Montgreleix en 2018 en comparaison avec celle du Cantal et de la France entière. Une caractéristique marquante du parc de logements est ainsi une proportion de résidences secondaires et logements occasionnels (63,8 %) supérieure à celle du département (20,4 %) et à celle de la France entière (9,7 %). Concernant le statut d'occupation de ces logements, 78,3 % des habitants de la commune sont propriétaires de leur logement (63,6 % en 2013), contre 70,4 % pour le Cantal et 57,5 pour la France entière.
| Typologie                                               | Montgreleix | Cantal | France entière |
| ------------------------------------------------------- | ----------- | ------ | -------------- |
| Résidences principales (en %)                           | 25,4        | 67,7   | 82,1           |
| Résidences secondaires et logements occasionnels (en %) | 63,8        | 20,4   | 9,7            |
| Logements vacants (en %)                                | 10,8        | 11,9   | 8,2            |

## Toponymie
L’origine du nom « Montgreleix » vient de « mont » et « Lis Gralis » qui signifie les taillis. Montgreleix est donc situé sur un mont entouré de taillis.
On dit souvent : « Montgreleix est accueillant, on vient et on y revient ».

## Histoire
La plus ancienne attestation de Montgreleix remonte au XIIe siècle. Un mémorial conservé dans le fonds du chapitre cathédral de Clermont rapporte, entre autres legs, la donation faite (probablement à la fin du XIe siècle ou au tout début du suivant)  à l'évêque et aux chanoines de Clermont, par un certain Jean, du château, de l'église et du cimetière de Montgreleix, qu'il avait fondés.
On peut estimer que le village de Montgreleix s'est créé aux alentours de l'an 1000. Il existe un texte daté de 1150 qui confirme son existence avec église et château. De plus le village possède une motte castrale ainsi que deux croix en fer forgé de cette époque aux entrées de la commune.
Les actes d'état civil commencent à la date de 1566 et on y trouve des noms encore connus aujourd'hui. Dès le XVIe  siècle, la région de Montgreleix était réputée pour ses fabrications de chaudrons. Dans les années 1570, le roi Henri III, frère de "la reine Margot", l'avait envoyée "chez les chaudronniers auvergnats" pour l'éloigner de la cour. Dans l'état civil on trouve souvent cette profession.
On n'a pas de renseignement  sur la vie du village au cours des 17 et 18ième siècles. A la création des départements, Montgreleix qui était dans le diocèse de Basse Auvergne, grossièrement aujourd'hui Puy de Dôme, fut incorporé dans le Cantal, qui était du diocèse de la Haute Auvergne. Le village a déploré 2 morts dans la grande armée napoléonienne: Pierre CORNET, mort le 24 octobre 1811 à Alessandria, aujourd'hui en Italie et Pierre BARBAT, tué le 21 juin 1815 "sur le champ de bataille" à PEROLS près BELFORT.
Vers 1860, le village comptait près de 600 habitants. Progressivement, à la suite de l'industrialisation, les chaudronniers et marchands chaudronniers se transforment en "marchands de toile", ce qui fera la richesse de la région. La guerre franco-prussienne de 1870 n'a pas fait de morts à Montgreleix.
Le 2 octobre 1884, un terrible incendie ravagea tout le village. La plupart des maisons fut détruite. Une jeune femme est décédée. L'église n'a pas brûlé, seul le clocher fût atteint. Les cloches ont été détériorées et refondues l'année suivante. Toutes les archives municipales ont été perdues.
Comme partout, la Première Guerre mondiale a apporté son lot de drames. On compte 20 noms sur le monument aux morts. La commune comptait 559 habitants au recensement de 1911. Deux noms sont gravés au titre de la Seconde Guerre mondiale.
Aujourd'hui, en 2021, la commune ne compte plus qu'une quarantaine d'habitants et l'activité est essentiellement agricole et touristique.

### Avant 1884
Le village est appelé « Mongreles » dans une enquête sur la justice de Vieillespesse en 1329; « Mongrelex » sur la carte de Cassini; « Montgraleix »; « Montgrelleix » dans un acte de l'état civil de Marcenat de 1668 ; « Montgrales » en 1401 ; « Montgrelez », dans le pouillé de Clermont de 1535.
Il a existé une famille « de Montgreleix », elle est mentionnée dans le testament de Jean, comte de Clermont-Ferrand, daté de 1340. Gaspard de Saint-Lérem était le seigneur de Montgreleix en 1540 La commune manquant de bois, elle en faisait venir du « Mont d'Or ». Les habitants passaient 6 à 7 mois de l'année dans les étables. Les pauvres gens étaient réduits à se chauffer avec des mottes de gazon ou des déjections desséchées de leurs vaches. Il existe une tourbière près du bourg. L’exploitation de cette mine permettait aux paysans d’extraire la tourbe de juin à août. Ils réalisaient des briques qu'ils laissaient sécher, et l’utilisait l’hiver pour se chauffer.
Avant 1789, Montgreleix était situé en Basse-Auvergne, et dépendait du diocèse et de l'élection de Clermont, de la subdélégation de Bort. Régi par le droit écrit, il dépendait de la justice seigneuriale de Montcelles qui ressortissait à la sénéchaussée d'Auvergne et en appel de la prévôté de Brioude.

### L'incendie
Le 2 octobre 1884, jour de la foire d'Allanche, alors que tous, sauf les enfants et les personnes âgées, étaient à la foire ; deux enfants qui s’amusaient, mirent malencontreusement le feu au toit de chaume d'une maison. Aidé par la force du vent, l'incendie se propagea très vite sur l'ensemble du village. Comme celui-ci était quasiment désert, aucune mesure n’a pu être prise à temps. Tout aurait brûlé à part 2 ou 3 maisons, on dit même qu'une des cloches de l'église aurait fondu. Les habitants de Montgreleix se sont donc trouvés, à la veille de l'hiver sans toit, ils ont alors compté sur la solidarité des villages voisins. Les chantiers de reconstruction ne purent vraiment commencer qu'au printemps suivant. Les travaux entraînèrent plusieurs modifications dans la configuration du village notamment le cimetière, qui était à l'origine sur la place de l'église, fut déplacé vers l'extérieur du village.

### LeXXesiècle
Comme dans toutes les régions de France, les habitants de Montgreleix furent pour la plupart engagés à la guerre de 1914- 1918 Dans les années 25 - 30, l'école, qui jusqu'alors était divisée en deux (garçons et filles) devint mixte. À cette époque, l'école du village comprend plus de 100 élèves, qui allaient de la maternelle jusqu'au certificat d'étude (14 ans). Après ce certificat, la suite des études, il fallait aller à Aurillac (50 km), ce qui rendait difficile de continuer les études. À cette époque, les commerces étaient nombreux :  
- Mme Peuch tenait un tabac-épicerie
- Vaissier et Chassat avaient un café-boulangerie
- M et Mme Mage géraient un café-hôtel-restaurant-poste
- Et une laiterie tenue par Manaranche

Il y avait dans la montagne 17 burons dans lesquels on fabriquait le cantal : du mois de mai à octobre, les vachers d'Aurillac montaient pour trouver de « bons herbages ». Ainsi, ils amenaient leurs vaches (que des salers) par le train jusqu'à Landeyrat et remontaient jusqu'aux burons à pied (20 km). Les burons étaient habités pendant ces mois par le vacher, qui s'occupait de la traite des vaches et de la fabrication du fromage, il était aidé par le boutelier, et le berger qui s'occupait de garder le troupeau. La fête de la Saint-Roch avait (comme aujourd'hui) beaucoup de succès, elle se déroulait le week-end après le 15 août, et rassemblait pendant 3 jours les villages voisins Pendant la Seconde Guerre mondiale, il y avait 13 prisonniers de guerre, ils furent tous libérés. La population en 1962 était de 128 habitants, sachant que beaucoup étaient des « marchands de toile », qui étaient des gens qui travaillaient pour des paysans l'été, mais, le travail agricole manquant pendant l'hiver, ils faisaient du porte-à-porte pour vendre des draps. Enfin, en 1983, l'école n'ayant plus que quatre élèves ferma.

## Politique et administration

### Découpage territorial
La commune de Montgreleix est membre de la communauté de communes du Massif du Sancy, un établissement public de coopération intercommunale (EPCI) à fiscalité propre créé le 10 décembre 1999 dont le siège est au Mont-Dore. Ce dernier est par ailleurs membre d'autres groupements intercommunaux.
Sur le plan administratif, elle est rattachée à l'arrondissement de Saint-Flour, à la circonscription administrative de l'État du Cantal et à la région Auvergne-Rhône-Alpes. Jusqu'en mars 2015, elle faisait partie du canton de Condat.
Sur le plan électoral, elle dépend du canton de Riom-ès-Montagnes pour l'élection des conseillers départementaux, depuis le redécoupage cantonal de 2014 entré en vigueur en 2015, et de la deuxième circonscription du Cantal pour les élections législatives, depuis le dernier découpage électoral de 2010.

### Élections municipales et communautaires

#### Élections de 2020
Le conseil municipal de Montgreleix, commune de moins de 1 000 habitants, est élu au scrutin majoritaire plurinominal à deux tours avec candidatures isolées ou groupées et possibilité de panachage. Compte tenu de la population communale, le nombre de sièges à pourvoir lors des élections municipales de 2020 est de 7. La totalité des sept candidats en lice est élue dès le premier tour, le 15 mars 2020, avec un taux de participation de 80 %.

#### Chronologie des maires
| Période                                  | Période                    | Identité  | Étiquette | Qualité                   |
| ---------------------------------------- | -------------------------- | --------- | --------- | ------------------------- |
| Les données manquantes sont à compléter. |                            |           |           |                           |
| 1983                                     | En cours (au 11 août 2020) | Jean Mage | SE        | Entrepreneur en bâtiments |

## Population et société

### Démographie
L'évolution du nombre d'habitants est connue à travers les recensements de la population effectués dans la commune depuis 1793. Pour les communes de moins de 10 000 habitants, une enquête de recensement portant sur toute la population est réalisée tous les cinq ans, les populations de référence des années intermédiaires étant quant à elles estimées par interpolation ou extrapolation. Pour la commune, le premier recensement exhaustif entrant dans le cadre du nouveau dispositif a été réalisé en 2006.

En 2022, la commune comptait 31 habitants, en évolution de −29,55 % par rapport à 2016 (Cantal : −1,08 %, France hors Mayotte : +2,11 %).
| 1793 | 1800 | 1806 | 1821 | 1831 | 1836 | 1841 | 1846 | 1851 |
| ---- | ---- | ---- | ---- | ---- | ---- | ---- | ---- | ---- |
| 408  | 418  | 511  | 455  | 460  | 480  | 533  | 526  | 518  |

| 1856 | 1861 | 1866 | 1872 | 1876 | 1881 | 1886 | 1891 | 1896 |
| ---- | ---- | ---- | ---- | ---- | ---- | ---- | ---- | ---- |
| 511  | 511  | 482  | 539  | 553  | 531  | 603  | 503  | 513  |

| 1901 | 1906 | 1911 | 1921 | 1926 | 1931 | 1936 | 1946 | 1954 |
| ---- | ---- | ---- | ---- | ---- | ---- | ---- | ---- | ---- |
| 527  | 535  | 559  | 317  | 293  | 293  | 248  | 201  | 167  |

| 1962 | 1968 | 1975 | 1982 | 1990 | 1999 | 2006 | 2011 | 2016 |
| ---- | ---- | ---- | ---- | ---- | ---- | ---- | ---- | ---- |
| 128  | 116  | 113  | 91   | 57   | 67   | 56   | 40   | 44   |

| 2021 | 2022 | - | - | - | - | - | - | - |
| ---- | ---- | - | - | - | - | - | - | - |
| 36   | 31   | - | - | - | - | - | - | - |

### Manifestations et festivités

#### La fête de la Saint-Roch
La fête de la Saint-Roch est la fête patronale du village. Elle a toujours lieu le week-end après le 15 août. C'est l'occasion pour le village de se réunir autour de divers animations pour les petits et les grands. Les habitants et les estivants de Montgreleix tiennent beaucoup à cette fête.
La fête est organisée par le Comité des fêtes de Montgreleix. C'est une association d'une vingtaine de bénévoles qui forme une équipe pour faire vivre Montgreleix.

#### Le spectacle nocturne: son, lumières, conte et pyrotechnie
Ce spectacle est un rendez-vous de la fête de la Saint-Roch. La voix des anciens et une quarantaine d'acteurs racontent l'histoire du village sur la place. Des effets pyrotechniques, de sons et de lumières viennent mettre en valeur l'église et les maisons. Il a lieu le vendredi soir du week-end de la fête patronale.
Le spectacle est réalisé intégralement par les bénévoles du comité des fêtes de Montgreleix.

## Culture locale et patrimoine

### Lieux et monuments
- Croix de Saint-Roch
- Église Saint-Laurent

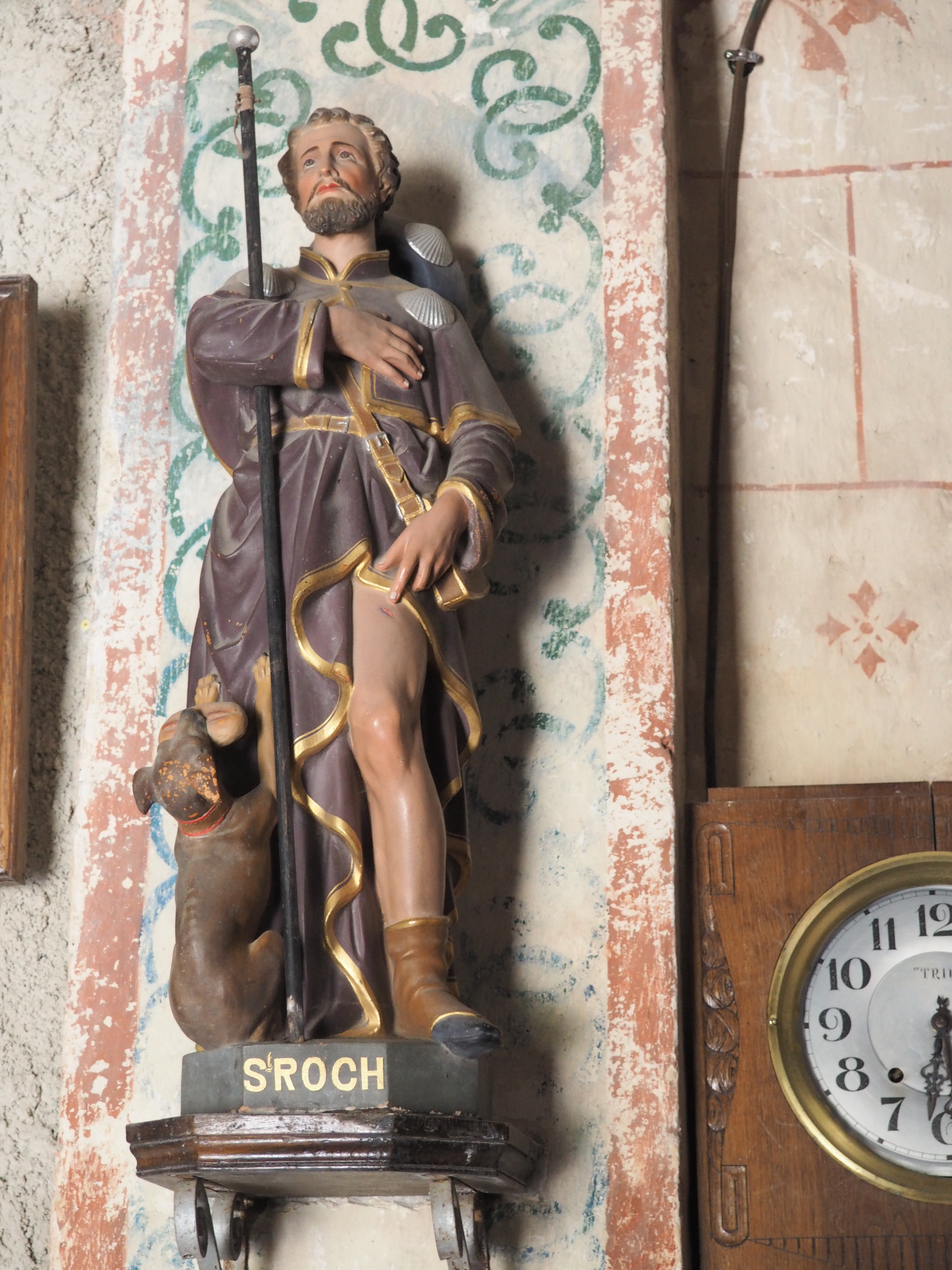
Statue de saint Roch à l'intérieur de l'église de Montgreleix (Cantal).

À l'origine, le village possédait une église romane dont il reste, aujourd'hui, des éléments dans le chœur. La nef, au début, dépourvue de voûte, date du début du XVIe siècle. Les chapelles latérales sont du début du XVIIe siècle. Une plaque en cuivre, datée du 28 mai 1627,  fixée sur un mur de la chapelle latérale gauche précise que son auteur, Claude Champoix, y est enterré. En 1727, la nef est voutée et le clocher est en cours de finition. Il sera remanié à la Restauration.
L'église possède deux magnifiques retables du début XVIIIe siècle attribués à Jean Boyer, sculpteur à Murat.
- Domaine nordique de Montgreleix. Plusieurs kilomètres de piste de ski de fond et raquettes à neige.

### Autre
- Auberge du Cézallier[24] (cuisine traditionnelle auvergnate)

### Personnalité liée à la commune
- Alain Galan dans le livre Aux vents d'Auvergne (Édition du miroir) parle du cimetière de Montgreleix.

### Légendes locales

#### La légende du Chamaroux

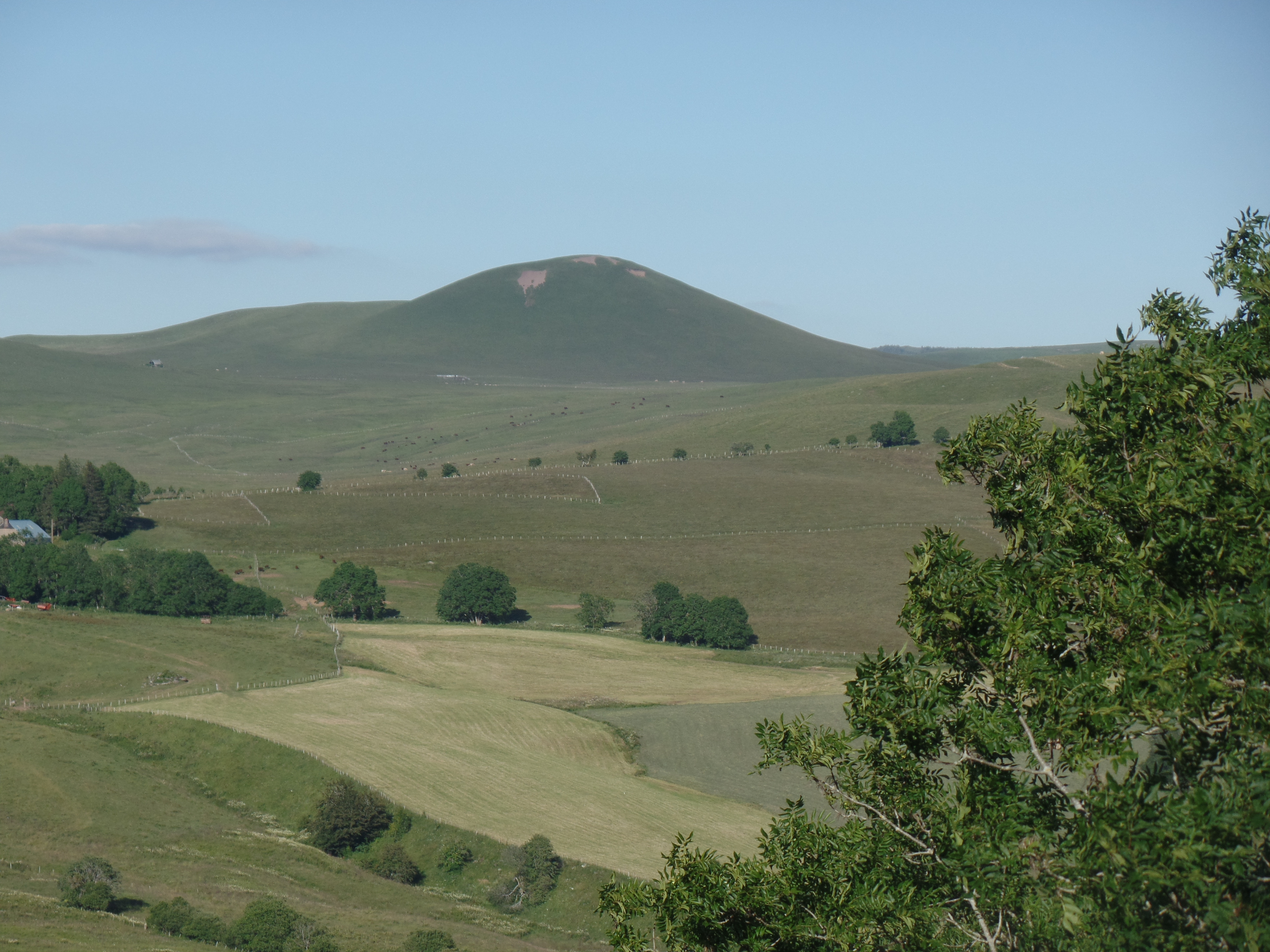
Le Chamaroux vu depuis le bourg de Montgreleix.

Auprès de Montgreleix, on trouve un monticule escarpé, connu sous le nom de pic de Chamaroux. Le bas de cette colline est toujours vert, tandis que le sommet, sur lequel on ne peut parvenir qu'avec les plus grandes difficultés, reste aride et ne présente qu'un sol couvert de terre rouge entremêlée de petites pierres. On n'a jamais vu croître sur cette partie ni herbe ni broussaille ; la croyance publique attribue ce phénomène à des causes surnaturelles.

« On raconte qu'Irald, le plus beau garçon du pays, revenant, un samedi soir (jour des aventures diaboliques) d'un village voisin, a eu l'audace de passer par le Chamaroux, aussi appelé suc-des-fées, bien connu par ces légendes féeriques. Soudain, il crut apercevoir des êtres dansant au sommet de la colline, il ne put résister au désir d'assouvir sa curiosité ; il gravit la montagne, et aperçut peu à peu une ronde formée par des fées. À son approche, la ronde s'arrêta et deux fées l'invitèrent à les rejoindre. Mais commença une ronde infernale, le jeune homme était entraîné avec une rapidité effrayante, sa respiration était haletante, ses forces s'épuisèrent dans un tourbillon ; enfin, il succomba et tomba presque anéanti sur le sol maudit. La ronde continuait toujours. À minuit, les fées se transformèrent en squelettes hideux.
Au petit matin, Irald reprit connaissance avec l'aide de saint Géraud son patron, se traîna jusque chez lui il n'était plus un beau garçon, il devint morose et sauvage. Toute sa vie, des cauchemars le hantèrent. »

C'est pour cette raison que la « tache » du Chamaroux est appelée l'Hort de las Fadas (Le jardin des fées).

#### L'hort de las Fadas
Du côté de Montgreleix (9 km NE de Marcenat par D 104 et 636), le point culminant de la montagne est le pic de Chamaroux. Le pied en est toujours couvert de verdure ; mais, sur la terre rouge de son sommet, nul n'a jamais vu l'herbe croître ni la neige rester. C'est un lieu redoutable. Les jeunes gens surtout doivent bien se garder d'y passer la nuit car les fées les obligent à se mêler à leurs danses. La fête dure jusqu'au petit matin ; alors les imprudents tombent, épuisés, sur la terre pour mourir.
On appelle ce lieu l'hort de las Fadas, le jardin des fées.

#### La ronde des fées
Un soir, un samedi, un garçon nommé Irald passait au pied du lac des fées à onze heures ; au clair de la lune, il voit sur le sommet des êtres aériens ; il arrive jusqu'à la danse sans que sa présence eut été aperçue. Cependant la ronde s'arrête : deux fées rompent la chaîne et lui font signe de venir prendre la place faite pour lui. Le garçon s'y précipite, mais lorsque ses mains ont rejoint celles de ses belles voisines, quelque chose de sec et de glacé le saisit comme dans un étau, un frisson pénètre dans son corps. Alors commence une ronde infernale ; Irald est entraîné avec une rapidité effrayante, ses forces s'épuisent dans ce tourbillon ; enfin il succombe et tombe presque anéanti sur le sol maudit. La ronde continuait toujours. L'heure de minuit est arrivée, la lune se voile davantage. En cet instant ces belles filles disparaissent, se métamorphosent et l'on ne voit plus que des squelettes hideux dont la tête creuse jette des flammes par ses ouvertures. Le corps fétide d'un enfant mort sans baptême est apporté, la troupe odieuse va se livrer à un festin épouvantable. L'idée lui vient de se recommander au grand saint Géraud. Il se signe ; aussitôt un désordre se manifeste parmi la bande infernale. Celle des fées qui lui avait paru la plus séduisante s'approche, exhale sur sa tête un souffle enflammé, le feu calcine ses cheveux et une main brûlante imprime sur sa joue un stigmate aux reflets sanglant. Irald avait perdu connaissance, il ne put voir la fin de cette vision satanique : quand il se réveilla, la colline avait repris son aspect accoutumé ; mais il conserva ses plaies.